# Диференціальне рівняння гіперболічного типу
Диференціальне рівняння гіперболічного типу — один із трьох можливих випадків диференціального рівняння другого порядку в частинних похідних з двома змінними, що в математичній фізиці використовується для описання хвильових процесів. 
В канонічній формі це рівняння має вигляд:
{\displaystyle {\frac {\delta ^{2}u}{\delta \xi \delta \eta }}+F_{1}\left(\xi ,\eta ,u,{\frac {\delta u}{\delta \xi }},{\frac {\delta u}{\delta \eta }}\right)=0\ }.
Виходячи з загального вигляду рівняння в частинних похідних другого порядку
{\displaystyle A{\frac {\delta ^{2}u}{\delta x^{2}}}+2B{\frac {\delta ^{2}u}{\delta x\delta y}}+C{\frac {\delta ^{2}u}{\delta y^{2}}}+D{\frac {\delta u}{\delta x}}+E{\frac {\delta u}{\delta y}}+Fu=f(x,y)\ },
можна перейти до канонічного, за допомогою перетворення:
{\displaystyle {\begin{cases}\xi =\varphi (x,y)\\\eta =\psi (x,y)\end{cases}}}
де {\displaystyle \varphi ,\psi } — інтеграли диференціальних рівнянь характеристик.
Часто користуються другою канонічною формою для гіперболічних рівнянь. У цьому випадку 
{\displaystyle \xi ={\frac {1}{2}}(\varphi +\psi ),\ \eta ={\frac {1}{2}}(\varphi -\psi )}
і рівняння зводиться до вигляду
{\displaystyle {\frac {\delta ^{2}u}{\delta \xi ^{2}}}-{\frac {\delta ^{2}u}{\delta \eta ^{2}}}+F_{2}\left(\xi ,\eta ,u,{\frac {\delta u}{\delta \xi }},{\frac {\delta u}{\delta \eta }}\right)=0}
Звичайна інтерпретація змінних {\displaystyle \xi } та {\displaystyle \eta } — час і просторова координата. До рівнянь гіперболічного типу належать хвильові рівняння, наприклад, рівняння коливання струни, рівняння Клейна-Гордона, рівняння синус-Ґордона тощо.